# Francisco Ribeiro Telles

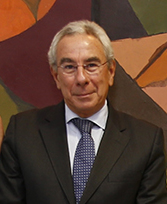
Francisco Ribeiro Telles (2014)

Francisco Maria de Sousa Ribeiro Telles (* 10. Mai 1953 in Lissabon) ist ein portugiesischer Diplomat.

## Leben
Francisco Ribeiro Telles wurde 1953 in Lissabon geboren, als Sohn des Politikers und Landschaftsarchitekten Gonçalo Ribeiro Telles (1922–2020).
Er studierte Geschichte an der Universität Lissabon. Nach dem Abschluss ging er ins Außenministerium Portugals und schlug dort eine diplomatische Laufbahn ein.
Von 1983 bis 1985 arbeitete er zunächst im Büro des portugiesischen Premierministers und ging 1986 als Berater für internationale Beziehungen ins Büro der Staatspräsidentschaft Portugals. 1987 wechselte er zur Ständigen Vertretung Portugals bei der UNO, wo er bis 1994 tätig war. 1994 ging er zurück ins Außenministerium in Lissabon, wo er insbesondere die Sonderstelle für Osttimor leitete. 1995 bis 1996 war er erneut beim Staatspräsidialamt tätig, als Assessor für internationale Beziehungen. Ab 1996 wirkte er wieder im Außenministerium, bevor er 1999 an die portugiesische Botschaft in Madrid ging und bis 2002 dort blieb.
2002 wurde er Botschafter Portugals in Kap Verde, womit er erstmals vollverantwortlicher Botschafter wurde. 2006 endete seine Amtszeit in Kap Verde, und er wurde 2007 Botschafter Portugals in Angola. 2012 verließ er Angola und wurde Botschafter in Brasilien, wo er bis 2016 blieb. Anschließend war er, von 2016 bis 2018, portugiesischer Botschafter in Italien und in Albanien.
Im Dezember 2018 wurde er zum Generalsekretär der Gemeinschaft der Portugiesischsprachigen Länder (CPLP) gewählt. Er hatte das Amt von Januar 2019 bis Juli 2021 inne.

## Auszeichnungen
- 1987: Ritterkreuz des Ordens des Infanten Dom Henrique ( Portugal)
- 1987: Nordstern-Orden im Kommandeurs-Rang ( Schweden)
- 1987: Libertador-Orden im Kommandeurs-Rang  ( Venezuela)
- 1990: Ritterkreuz der Ehrenlegion ( Frankreich)
- 1990: Phönix-Orden im Kommandeurs-Rang ( Griechenland)
- 1996: Orden für Verdienst im Großoffiziers-Rang ( Portugal)
- 1996: Rio-Branco-Orden im Großoffiziers-Rang ( Brasilien)
- 1999: Orden vom Aztekischen Adler im Kommandeurs-Rang (Placa) ( Mexiko)
- 2002: Großkreuz des Ordens für Verdienst ( Portugal)
- 2021: Großkreuz des Ordens des Infanten Dom Henrique ( Portugal)[2][3]

Unter den weiteren Orden sind der Ouissam-Alaouite-Orden im Großoffiziers-Rang ( Marokko), das Großkreuz des Nationalen Ordens vom Kreuz des Südens ( Brasilien) und die Verdienstmedaille erster Klasse ( Kap Verde). Er erhielt zudem als erster den 2013 neugeschaffenen Preis Prémio Francisco de Melo e Torres, eine Auszeichnung für den verdientesten Wirtschaftsdiplomaten der Câmara de Comércio e Indústria Portuguesa (CCIP), die portugiesische Industrie- und Handelskammer.